# Leipzigs voetbalkampioenschap
Het Leipzigs voetbalkampioenschap 
) was een van de regionale voetbalcompetities van de Midden-Duitse voetbalbond, die bestond van 1933 tot 1935. Het was een nieuwe competitie nadat de NSDAP eerder dat jaar de Midden-Duitse voetbalbond ontbond. Tot dan was de Groot-Leipzigse competitie (voorheen Noordwest-Saksische) de hoogste speelklasse voor clubs uit de regio Leipzig. De Gauliga Sachsen werd ingevoerd als hoogste klasse en verenigde vijf competities van de Midden-Duitse bond.

## Erelijst
- 1934 SV Fortuna Leipzig 02
- 1935 SpVgg 1899 Leipzig
- 1936 SV TuRa 1932 Leipzig
- 1937 SpVgg 1899 Leipzig
- 1938 FC Sportfreunde Markranstädt
- 1939 SC Wacker 1895 Leipzig
- 1940 SC Wacker 1895 Leipzig
- 1941 FC Sportfreunde Markranstädt
- 1942 SC Wacker 1895 Leipzig
- 1943 TuRa 1899 Leipzig
- 1944 MSV Borna

1933/34 · 1934/35 · 1935/36 · 1936/37 · 1937/38 · 1938/39 · 1939/40 · 1940/41 · 1941/42 · 1942/43 · 1943/44 · 1944/45